# Gerhard (Berg)

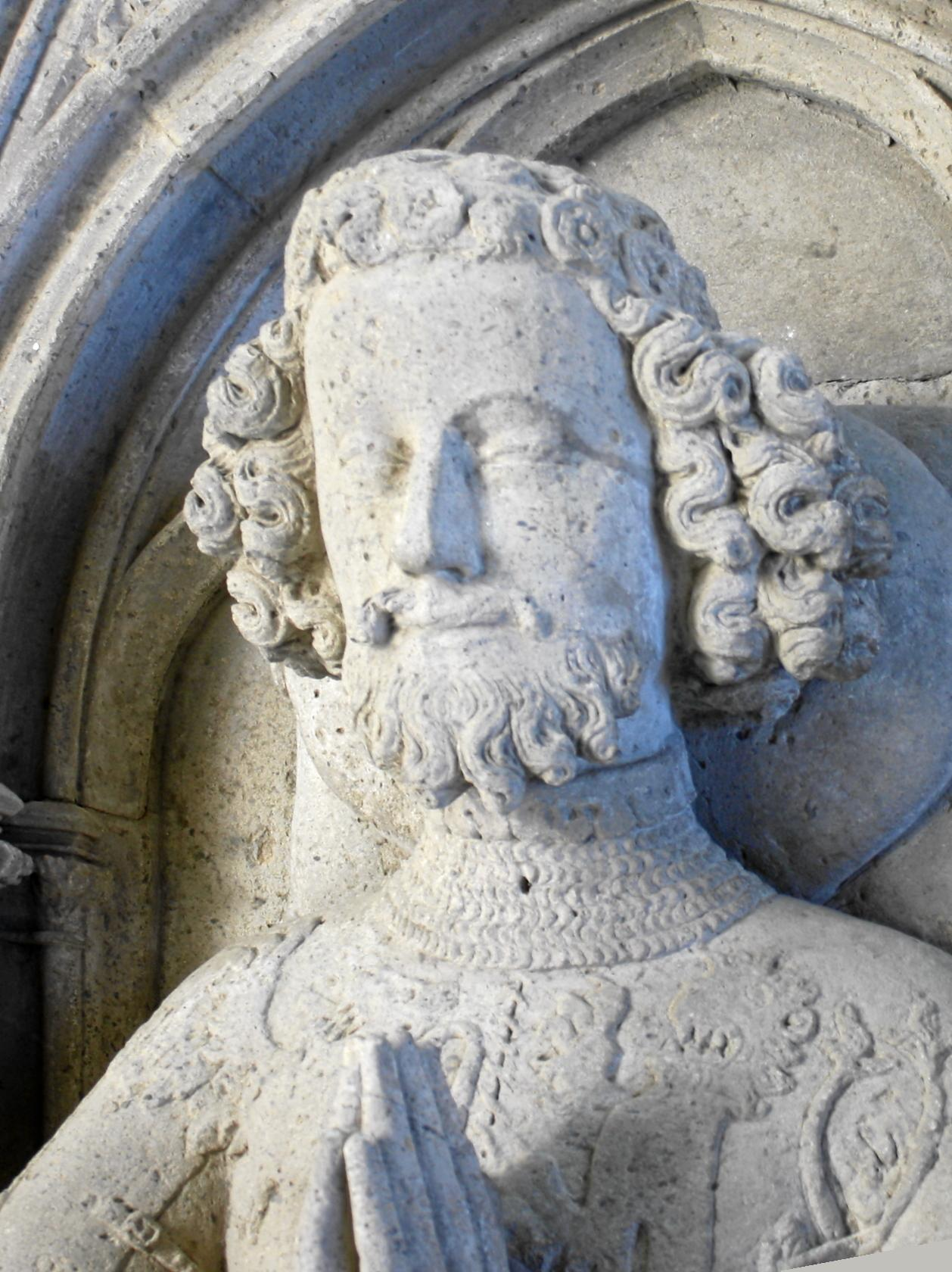
Grabmal Graf Gerhards im Altenberger Dom

Gerhard I. von Jülich-Berg († 18. Mai 1360) war Graf von Berg und Ravensberg.
Er war der älteste Sohn des Grafen Wilhelm V. von Jülich. 1338 heiratete er Margarete von Ravensberg-Berg, Erbin der beiden Grafschaften. 1346 trat Gerhard in Ravensberg, 1348 in Berg die Herrschaft an.
Damit gehörten diese Gebiete einer durch Gerhard begründeten Nebenlinie des Jülicher Herrscherhauses, die ihrerseits im 15. Jahrhundert das Herzogtum Jülich von der Hauptlinie erben und so den Gebietskomplex Jülich-Berg-Ravensberg hervorbringen sollte. Doch bereits zu Lebzeiten Gerhards entwickelte sich zwischen Berg und Jülich eine enge Bindung mit regem wirtschaftlichen Austausch.
Es erfolgte der Ankauf weiterer Territorien: 1355 kam die Herrschaft Hardenberg mit Neviges und Langenberg hinzu, 1358 Stadt und Zoll Kaiserswerth. 1359 übernahm die Grafschaft Berg den Fronhof Solingen einschließlich des Zehnten und des Patronatsrechts von Ritter Heinrich Oefte (oder auch Heinrich von Oeft).
Gerhard wurde am 18. Mai 1360 in einem Gefecht nahe Schleiden durch den Arnold von Blankenheim tödlich verletzt und später im Altenberger Dom beigesetzt.
Nachfolger wurde sein einziger Sohn Wilhelm II.